# کنیاسین
| سامانه  | ردیف    | اشکوب      | سن (میلیون سال) |
| ------- | ------- | ---------- | --------------- |
| پالئوژن | پالئوسن | دانین      | → پس از آن      |
| کرتاسه  | پسین    | ماستریختین | ۶۶–۷۲,۱         |
| کرتاسه  | پسین    | کامپانین   | ۷۲,۱–۸۳,۶       |
| کرتاسه  | پسین    | سانتونین   | ۸۳,۶–۸۶,۳       |
| کرتاسه  | پسین    | کنیاسین    | ۸۶,۳–۸۹,۸       |
| کرتاسه  | پسین    | تورونین    | ۸۹,۸–۹۳,۹       |
| کرتاسه  | پسین    | سنومانین   | ۹۳,۹–۱۰۰,۵      |
| کرتاسه  | پیشین   | آلبین      | ۱۰۰,۵–~۱۱۳      |
| کرتاسه  | پیشین   | آپتین      | ~۱۱۳–~۱۲۵       |
| کرتاسه  | پیشین   | بارمین     | ~۱۲۵–~۱۲۹,۴     |
| کرتاسه  | پیشین   | هاتریوین   | ~۱۲۹,۴–~۱۳۲,۹   |
| کرتاسه  | پیشین   | والانجینین | ~۱۳۲,۹–~۱۳۹,۸   |
| کرتاسه  | پیشین   | بریاسین    | ~۱۳۹,۸–~۱۴۵     |
| ژوراسیک | پسین    | تیتونین    | → پیش از آن     |

کنیاسین (انگلیسی: Coniacian) در مقیاس زمانی زمین‌شناسی، یک اشکوب یا عصر از دور یا ردیف کرتاسه پسین به‌شمار می‌رود. کنیاسین در ستون چینه‌شناسی پس از اشکوب تورونین و پیش از سانتونین جای می‌گیرد. عصر کنیاسین از حدود ۱ ± ۸۹٫۸ میلیون سال پیش آغاز شده و تا حدود ۰٫۷ ± ۸۶٫۳ میلیون سال پیش ادامه یافت.
در آغاز کنیاسین میانی، در اقیانوس اطلس پدیده کمبود اکسیژن روی داد که باعث نهشته‌شدن مقادیر بزرگی شیل در حوضه آتلانتیک گردید. این رویداد کمبود اکسیژن تا سانتونین میانی (از ۸۷٫۳ تا ۸۴٫۶ میلیون سال پیش) به طول انجامید که طولانی‌ترین و آخرین مورد از این‌گونه رویدادها در دوره کرتاسه به‌شمار می‌رود.

## نام‌گذاری
نام اشکوب تورونین از نام شهر کنیاک در فرانسه گرفته شده است. این اشکوب در سال ۱۸۵۷ توسط هنری ککواند زمین‌شناس فرانسوی تشریح و توصیف شد.